# Newtown (Connecticut)
Newtown je město v okrese Fairfield County ve státě Connecticut ve Spojených státech amerických. V roce 2020 zde žilo 27 173 obyvatel. S celkovou rozlohou 153,1 km² byla hustota zalidnění 177,5 obyvatel na km².
Dne 14. prosince 2012 došlo k útoku na místní základní školu Sandy Hook. 20letý útočník zde zastřelil 26 lidí, z toho 20 dětí ve věku 5 až 10 let, ještě předtím zabil doma svou matku. Poté zastřelil i sám sebe.